# Droga 66K-14 (Rosja)
Droga 66K-14 – droga regionalna, znajdująca się na terytorium Rosji.

## Geografia
Droga regionalna obwodu smoleńskiego 66K-14 przebiega od drogi federalnej R120 i miasta Poczinok przez Jelnię do granicy z obwodem kałuskim (w kierunku Spas-Diemieńska).